# مهي أباد (ألقورات)
مهي أباد (بالفارسية: مهیاباد) هي مستوطنة تقع في إيران في قسم ألقورات الريفي. يقدر عدد سكانها بـ 54 نسمة .